# Milagres (ort)
Milagres är en ort i Brasilien.   Den ligger i kommunen Milagres och delstaten Ceará, i den östra delen av landet, 1 400 km nordost om huvudstaden Brasília. Milagres ligger 341 meter över havet och antalet invånare är 12 588.
Terrängen runt Milagres är lite kuperad. Det finns inga andra samhällen i närheten.
Omgivningarna runt Milagres är huvudsakligen savann. Runt Milagres är det ganska tätbefolkat, med 78 invånare per kvadratkilometer.